# Franz Ferdinand (együttes)
A Franz Ferdinand egy rockegyüttes, amit 2001-ben alapított két jó barát, Alex Kapranos és Bob Hardy, a skóciai Glasgowban. A csapat később kiegészült Paul Thomsonnal és Nick McCarthyval, így megalkotva a Franz Ferdinand végső felállását. A zenekart Habsburg–Lotaringiai Ferenc Ferdinánd osztrák–magyar trónörökös után nevezték el.
A Franz Ferdinand sikerét az Interpollal, Hot Hot Heattel közös őszi mini turnék, valamint első kislemezük, a Darts of Pleasure hozta meg. Majd pedig a következő kislemezzel a Take Me Outtal, és az első albummal, a cím nélküli Franz Ferdinanddal biztosították be sikerüket.

## Történet

### Alapítás, korai évek
A zenekart 2001-ben alapította Alex Kapranos (ének, gitár) és Bob Hardy (basszusgitár). A zenekar kiegészült a másik két taggal, Paul Thomsonnal (dobok) és Nick McCarthy-val (gitár, billentyűs hangszerek) és felvette a Franz Ferdinand nevet.
Nick és Alex Jo és Celia Hempton lakásában találkoztak először, ahol is Nick eltulajdonította Alex vodkáját, amiért a két tag egymásnak esett. A dulakodás közben Alex megkérdezte Nick-től, hogy tud-e dobolni, mire ő igenlő választ adott annak ellenére, hogy nem tudott. Ezután megbeszélték, hogy Nick South Sidei lakásán fognak próbálni.
A próbák alatt természetesen fény derült Nick igen csak hiányos dobtudására, de a formáció megmaradt, mert Alex és Nick remekül együtt tudtak működni a dalszerzésben.
Paul sokáig a legjobb dobos hírében állt Glasgow-ban, de a 808-as dobgép megjelenése után hírneve igen nagy mértékben megcsappant. Ő Nick által került a zenekarba, kezdetben mint gitáros. Egyszer helyet cserélt Nickkel és a dobok mögé ült, és végül ott is maradt, azzal a feltétellel, hogy továbbra is énekelhet, és nem takarják el a dobokkal és többi felszereléssel.
2002. május 15-én került sor első fellépésükre egy glasgow-i művészeti kiállítás megnyitója alkalmából, egy Celia Hempton nevű hölgy szobájában, ahol körülbelül nyolcvan fős nézőközönségnek játszhattak.
Nem sokkal a koncert után új próbahelyet kerestek, mivel az eddigit túl kicsinek találták. A keresést egy vasúti vágány mellett sétálva kezdték meg, és rá is bukkantak egy használaton kívüli raktár épületre, melynek tulajdonosát meggyőzve, hozzá is jutottak a hatodik emelet kulcsához. Az új próba helyet „Chateau” - franciául kastély - névre keresztelték.
Nem sokkal később egy koncerttel egybe kötött művészeti kiállítást rendeztek a „Chateau-ban”, ahol rajtuk kívül még fellépett a glasgow-i zenekarok tehetségesebb szeletének egy része is (Uncle John and Whitelock, Park Attack, Scatter). A rendezvénynek a rendőrség kiérkezése vetett véget, ennek hatására a tömeg szétszéledt, egyedül Alex maradt a helyszínen, akit le is tartóztattak tiltott italmérés, tűzveszélyokozás és csendháborítás vádjával. Később azonban ezeket a vádakat ejtették ellene. Az incidens miatt nem mehettek vissza próbahelyükre. Új próbahelyükre sem kellett sokat várniuk, ugyanis találtak a Tobago Streeten egy elhagyatott korábbi tárgyalótermet, és fegyházat, ahova be is költöztek. Nemsokára egy az előzőhöz hasonló bulit rendeztek, ahova szintén kiérkezett a rendőrség, de ezúttal senkit sem tartóztattak le. Közben azonban több klubban is felléptek, mint például a Flourish Studios, vagy a Stereo.
2003 elején, a zenekar úgy döntött, hogy Londonban is szerencsét próbálnak. Itt is lebonyolítottak több fellépést, majd találkoztak Laurence Bellel, a Domino Records egyik vezetőjével, aki 2003 júniusában lemezszerződést ajánlott nekik.

### Debütáló albumuk a „Franz Ferdinand”
Első albumukat - a Franz Ferdinand - a svéd Malmőben vették fel, Tore Johansson producer felügyelete alatt. 2004 januárjában a „Take Me Out” című számuk az Egyesült Királyság Top Charton a harmadik helyét foglalta el. Az album 2004. február 9-én jelent meg, és egyből az angol Chart harmadik helyére ugrott, az ausztráliain pedig a tizenkettedik helyre lépett, de itt ez csak áprilisra sikerült. 2004-ben több mint egymillió példányt adtak el a lemezből csak az USA-ban. A zenekar nagyon jó kritikákat kapott a lemezere. Az NME 9/10-re értékelte a lemezt és azt írták, hogy a zenekar a legkésőbbi, a művész rock vonalán, ahová többek közt a Duran Duran, a Beatles, a Rolling Stones, a Who, a Roxy Music, a Sex Pistols, a Wire, a Travis és a Blur is tartozik.
2004. szeptember 7-én az albumnak ítélték oda a Mercury Music Prize-t. A Take Me Out című számuk első helyezett lett a Triple J Hottest 100 díjkiosztón, szintén 2004-ben. Ezzel a siker nem ért véget, még megnyerték a Ivor Novello-díjat 2004-ben, valamint 2005-ben két BRIT Awards elismerést is begyűjtöttek (Brit zenekar, Brit rockzenekar kategóriákban). Ezek után még megkapták Take Me Out videó klipjükért az MTV Awards „Breakthrough Video” díját 2004-ben. Továbbá az NME az év legjobb albumának nevezte, és bekerült a 38. helyre minden idők legjobb 100 lemezének listájára. 2005-ben Grammy-díjra jelölték őket, a legjobb alternatív lemez címre. Továbbá a „Take Me Out” számuk szerepel az NHL 05 videójátékban.

### You Could Have It So Much Better
A zenekar második albuma, a You Could Have It So Much Better 2005. október 3-án jelent meg. A tervek szerint a hiphop producer, Dan The Automator lett volna a lemez producere, de helyette Rich Costey hangmérnökre esett a választás. A lemezen található számokat a 2004-es koncertek közepette, valamint 2005 elején írták. A lemeznek eredetileg nem akartak címet adni, mint az volt első lemezüknél, de aztán megváltoztatták ezt az elképzelésüket. Az album borítója alapjául Lilya Brik 1924-ben Alexander Rodchenko által készített portréje szolgál. A lemezt hasonlóan jó kritika fogadta, bár voltak akik azt mondták, hogy a lemezt elsiették. Mindazonáltal a fogadtatás pozitív volt, és a lemez beverekedte magát az angol lemez listán az első, míg az USA-ban a legjobb hét lemez közé.
A Franz Ferdinand a lemez megjelenését követően új rekordot állított fel a Alexandra Palaceban azzal, hogy négy telt házas koncertet is adott 2005 novemberében és decemberében. A lemezről több szám is bekerült a legjobb harmincba. A „Do You Want To” az angol listán a negyedik helyig jutott, a „Walk Away” a lista tizenharmadik helyére került, továbbá a „The Fallen / L. Wells ” és az „Eleanor Put Your Boots On” is a legjobb negyven között végzett. A lemezből egy limitált számban kapható CD-t és egy extra DVD-t is tartalmazó csomag is készült. valamint egy dupla CD-t és egy DVD-t tartalmazó csomag is.
Ezen felül még, a "Do You Want To" lett a Paradise Kiss című anime-sorozat zárószáma is.

### Tonight: Franz Ferdinand
A zenekar a harmadik, Tonight: Franz Ferdinand című albumon 2006-ban kezdték meg a munkát. A lemez 2009. január 26-án jelent meg az Egyesült Királyságban, a Domino kiadásában (Magyarországon január 23-án is kapható volt, egy rajongói rendezvény keretében).
A zenekar úgy tervezte, hogy a felvételeket Glasgow-ban készítik, Brian Higgins producerrel. Higgins helyett, azonban Dan Carey-vel rögzítették az albumot. A lemez munkálatok nagyon lassan haladtak, ezt bizonyítja az is, hogy az albumot eredetileg 2007 végére ígérték. Habár a 2005. évi turné alatt hét-nyolc új számot is írtak, ezeket nem használták fel az albumhoz, mert egy teljesen újszerű hangzást akartak elérni ezen a lemezen.
Az új lemezről „Lucid Dreams” című szám szerepel egy EA Sports játékban, a Madden NFL 09-ben, a játék 2008. augusztus 12-én jelent meg.
2008. október 7-én Alex és Paul interjút adott a Vanity Fair magazinnak, és elmondták, hogy az új album a Tonight: Franz Ferdinand címet viseli majd. Egy nappal később, 2008. október 8-án a zenekar egy "titkos" Brooklyn-i fellépésen több új számot is eljátszott a lemezről (a "Ride Together"-t, a "Turn It On"-t, a "Send Him Away"-t, a "Katherine Kiss Me"-t, az "Ulysses"-t, és a "What She Came For"-t). Végül 2008. október 15-én nyilvánosságra hozták az új album teljes track listáját.
Az első kislemez erről az albumról, az Ulysses, ami 2009. január 19-én jelent meg, azaz egy héttel az album előtt.

## Név

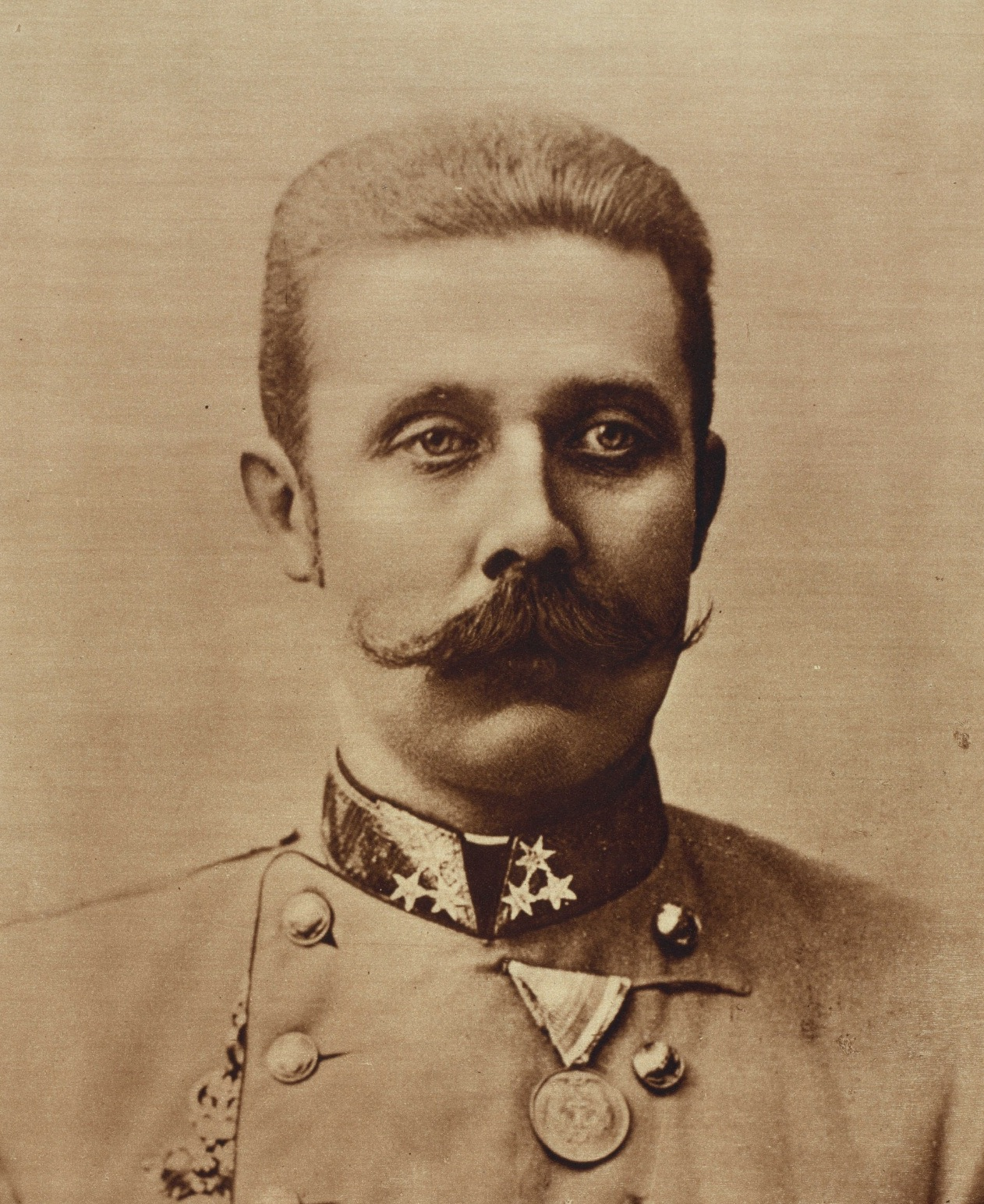
Ferenc Ferdinánd főherceg képe, akiről a zenekart elnevezték

Az együttest Ferenc Ferdinánd főhercegről nevezték el.
Elbeszélésük szerint, a nevet úgy találták ki, hogy egy lóversenyen láttak egy „Főherceg” nevű lovat, aminek kapcsán szóba került Ferenc Ferdinánd (angolul Franz Ferdinand) neve. A nevet csupán hangzása miatt választották, semmiféle történelmi célzást nem szerettek volna közölni ez által. Alex Kapranos egy interjúban elmondta, hogy a név választást az is befolyásolta, hogy a főherceg halálával az egész világ megváltozott (Ferenc Ferdinánd meggyilkolása vezetett az első világháborúhoz), és a Franz Ferdinanddal is valami maradandót akarnak alkotni, olyat ami után minden megváltozik.
Bob Hardy a névről: „Közös döntés volt. Lóversenyt néztük és ott láttunk egy Főherceg nevű versenylovat, és utána szóba került Ferenc Ferdinánd főherceg neve. Jól hangzó névnek találtuk. Nem volt semmi történelem szakos kinyilatkoztatás a névválasztás mögött. Persze mindannyian tanultunk történelmet, de csak a középiskola végéig, 18 éves korunkig.”
A zenekar „Take Me Out” kislemezén megjelent egy dal, „All For You Sophia” címmel, ami Ferenc Ferdinánd és felesége halálának történetét örökíti meg. Ferenc Ferdinánd feleségét Chotek Zsófiának hívtak, ami angolul Sophie, nem Sophia, ezt a zenekar a jobb hangzás érdekében változtatta meg.

## Díjak
| Évszám | Díj neve      | Kategória                       |
| ------ | ------------- | ------------------------------- |
| 2004   | Mercury Prize | Mercury Prize                   |
| 2004   | NME Awards    | Philip Hall Radar díj           |
| 2004   | MTV Awards    | Áttörő videó díj                |
| 2004   | Q Awards      | Legjobb videó (Take Me Out)     |
| 2005   | BRIT Awards   | Legjobb együttes                |
| 2005   | BRIT Awards   | Legjobb Brit rock zenekar       |
| 2005   | NME Awards    | Legjobb zeneszám (Take Me Out)  |
| 2005   | NME Awards    | Legjobb album (Franz Ferdinand) |
| 2006   | NME Awards    | Legjobb élőzenekar              |